# Чемпіонат Закарпатської області з футболу 2000
Чемпіонат Закарпатської області з футболу 2000 року — футбольні змагання серед аматорських команд Закарпаття, які проводилися обласною федерацією футболу з 02 квітня до 12 листопада.

## Вища ліга
Підсумкова турнірна таблиця
| М  | Команда               | І  | В  | Н | П  | РМ     | О  |
| -- | --------------------- | -- | -- | - | -- | ------ | -- |
| 1  | СК «Перечин»          | 30 | 25 | 3 | 2  | 78−9   | 78 |
| 2  | ФК «Хуст»             | 30 | 23 | 2 | 5  | 91−29  | 71 |
| 3  | «Лінет» Берегово      | 30 | 22 | 4 | 4  | 74−25  | 70 |
| 4  | «Авангард» Свалява    | 30 | 18 | 5 | 7  | 71−38  | 59 |
| 5  | «Севлюш» Виноградів   | 30 | 18 | 2 | 10 | 74−45  | 56 |
| 6  | «Інтер» Нересниця     | 30 | 18 | 1 | 11 | 57−30  | 55 |
| 7  | «Олімпія» Діброва     | 30 | 16 | 3 | 11 | 59−42  | 49 |
| 8  | СКА «Легіон» Мукачево | 30 | 12 | 1 | 17 | 46−57  | 35 |
| 9  | «Бужора» Іршава       | 30 | 10 | 2 | 18 | 55−68  | 31 |
| 10 | «Колос» Вишково       | 30 | 9  | 4 | 17 | 44−75  | 31 |
| 11 | ФК «Мукачево»         | 30 | 10 | 4 | 16 | 55−55  | 29 |
| 12 | «Паланок» Мукачево    | 30 | 12 | 2 | 16 | 48−58  | 29 |
| 13 | «Верховина» Міжгір`я  | 30 | 7  | 5 | 18 | 35−71  | 25 |
| 14 | «Боржава» Довге       | 30 | 7  | 1 | 22 | 44−109 | 18 |
| 15 | «Плай» Воловець       | 30 | 7  | 0 | 23 | 29−88  | 18 |
| 16 | «Зірка» Онок          | 30 | 5  | 3 | 22 | 31−92  | 17 |

- З команди «Олімпія» Діброва знято 2 очки за неявки на матчі юнацького складу
- З команди СКА «Легіон» Мукачево знято 2 очки за неявки на матчі юнацького складу
- З команди «Бужора» Іршава знято 1 очко за неявку на гру юнацького складу
- З команди ФК «Мукачево» знято 5 очок за неявки на матчі юнацького складу
- З команди «Паланок» Мукачево знято 9 очок за неявки на матчі юнацького складу
- З команди «Верховина» Міжгір`я знято 1 очко за неявку на гру юнацького складу
- З команди «Боржава» Довге знято 4 очки за неявки на матчі юнацького складу
- З команди «Плай» Воловець знято 2 очки за неявки на матчі юнацького складу
- З команди «Зірка» Онок знято 1 очко за неявку на гру юнацького складу